# Visviri
Visviri (ajmara: wiswiri - szum wiatru) – wieś na północy Chile. Jest stolicą gminy General Lagos, która leży w prowincji Parinacota, w regionie Arica y Parinacota. Jest to jedna z najdalej położonych miejscowości w Chile, znajduje się ona blisko trójstyku granic Boliwii, Peru i Chile. Według spisu ludności z 2002 roku miejscowości liczy 265 mieszkańców. 
Ludzie jadący autobusami i taksówkami z Arici do La Paz zatrzymują się w Visviri, aby przesiąść się do autobusu jadącego do Charañy. Tam w środę lub sobotę rano jadą do stolicy Boliwii. Na granicy rozwija się handel alkoholem zwanym Cocoroco. Miejscowa ludność zajmuje się rzemiosłem, używają do tego tkanin i pumeksu.